# Töreboda
Töreboda ( PRONÚNCIA) é uma pequena cidade da província histórica da Västergötland, situada a 15 quilômetros de Mariestad. Tem cerca de 4 189 habitantes e é a sede da Comuna de Töreboda, no Condado da Västra Götaland, situado no sul da Suécia. Töreboda é atravessada pelo Canal de Gota e pela linha férrea Ocidental, que liga Gotemburgo a Estocolmo.